# Fed Cup 2011 – zóna Evropy a Afriky
Zóna Evropy a Afriky Fed Cupu 2011 byla jednou ze tří zón soutěže, kterých se účastnily státy ležící v daných regionech, v tomto případě týmy ze států nacházejích se na evropském a africkém kontinentu. Do soutěže zóny Evropy a Afriky nastoupilo 31 družstev, z toho patnáct účastníků hrálo v 1. skupině, sedm ve 2. skupině a devět v kvalitativně nejnižší 3. skupině. Součástí herního plánu byly také tři baráže.

## 1. skupina
- Místo konání: Municipal Tennis Club, Ejlat, Izrael (tvrdý, venku)
- Datum: 2. – 5. února

Patnáct týmů bylo rozděleno do čtyř bloků – blok A měl tři a zbývající čtyři účastníky. Vítězové všech bloků se utkaly v zápase o postup do baráže o Světovou skupinu II pro rok 2012 (vzájemné zápasy vítězů: B–C a A–D). Družstva, která se umístila na druhém a třetím místě bloků spolu sehrála zápasy o konečnou 5. až 12. příčku. Týmy ze čtvrtých míst se utkaly ve vzájemném zápase o udržení (vzájemné zápasy týmů na 4. místě: A–C a B–D). Dva poražení sestoupili do 2. skupiny zóny Evropy a Afriky pro rok 2012.

### Bloky
|    | Blok A               | SUI | GBR | DEN |
| 1. | Švýcarsko (2–0)      |     | 2–1 | 2–1 |
| 2. | Velká Británie (1–1) | 1–2 |     | 2–1 |
| 3. | Dánsko (0–2)         | 1–2 | 1–2 |     |

|    | Blok B            | POL | ISR | LUX | BUL |
| 1. | Polsko (2–1)      |     | 2–1 | 2–1 | 1–2 |
| 2. | Izrael (2–1)      | 1–2 |     | 3–0 | 2–1 |
| 3. | Lucembursko (1–2) | 1–2 | 0–3 |     | 2–1 |
| 4. | Bulharsko (1–2)   | 2–1 | 1–2 | 1–2 |     |

|    | Blok C           | BLR | CRO | AUT | GRE |
| 1. | Bělorusko (3–0)  |     | 3–0 | 3–0 | 3–0 |
| 2. | Chorvatsko (1–2) | 0–3 |     | 3–0 | 0–3 |
| 3. | Rakousko (1–2)   | 0–3 | 0–3 |     | 3–0 |
| 4. | Řecko (1–2)      | 0–3 | 3–0 | 0–3 |     |

|    | Blok D           | NED | ROU | HUN | LAT |
| 1. | Nizozemsko (3–0) |     | 3–0 | 3–0 | 3–0 |
| 2. | Rumunsko (2–1)   | 0–3 |     | 2–1 | 2–1 |
| 3. | Maďarsko (1–2)   | 0–3 | 1–2 |     | 3–0 |
| 4. | Lotyšsko (0–3)   | 0–3 | 1–2 | 0–3 |     |

### Baráž
| Pořadí       | Vítěz          | Výsledek | Poražený    |
| ------------ | -------------- | -------- | ----------- |
| Postup       | Bělorusko      | 2–0      | Polsko      |
| Postup       | Švýcarsko      | 2–1      | Nizozemsko  |
| 5.–8. místo  | Velká Británie | 2–0      | Chorvatsko  |
| 5.–8. místo  | Izrael         | 2–1      | Rumunsko    |
| 9.–12. místo | Rakousko       | 2–1      | Lucembursko |
| 9.–12. místo | Maďarsko       | —        | bez soupeře |
| Sestup       | Řecko          | 2–1      | Dánsko      |
| Sestup       | Bulharsko      | 2–0      | Lotyšsko    |

- Bělorusko a Švýcarsko postoupily do baráže Světové skupiny II.
- Dánsko a Lotyšsko sestoupily do 2. skupiny zóny Evropy a Afriky pro rok 2012.

## 2. skupina
- Místo konání: Smash Tennis Academy, Káhira, Egypt (antuka, venku)
- Datum: 4. – 7. května

Sedm týmů bylo rozděleno do dvou bloků A a B. První dva týmy z každé skupiny se utkaly v baráži o postup do 1. skupiny zóny Evropy a Afriky pro rok 2012, a to zápasem první z bloku A s druhým z bloku B a naopak. Vítěz každého zápasu si zajistil postup. Třetí týmy z obou bloků sehrály zápas o udržení. Čtvrtý tým bloku B a poražený z utkání třetích týmů sestoupili do 3. skupiny zóny Evropy a Afriky pro rok 2012.

### Bloky
|    | Blok A            | POR | FIN | MAR |
| 1. | Portugalsko (2–0) |     | 2–1 | 2–1 |
| 2. | Finsko (1–1)      | 1–2 |     | 2–1 |
| 3. | Maroko (0–2)      | 1–2 | 1–2 |     |

|    | Blok B                    | BIH | GEO | TUR | ARM |
| 1. | Bosna a Hercegovina (3–0) |     | 2–1 | 3–0 | 3–0 |
| 2. | Gruzie (2–1)              | 1–2 |     | 3–0 | 2–1 |
| 3. | Turecko (1–2)             | 0–3 | 0–3 |     | 3–0 |
| 4. | Arménie (0–3)             | 0–3 | 1–2 | 0–3 |     |

### Baráž
| Pořadí | Vítěz               | Výsledek | Poražený    |
| ------ | ------------------- | -------- | ----------- |
| Postup | Portugalsko         | 2–0      | Gruzie      |
| Postup | Bosna a Hercegovina | 2–1      | Finsko      |
| Sestup | Turecko             | 2–0      | Maroko      |
| Sestup | Arménie             | —        | bez soupeře |

- Portugalsko a Bosna a Hercegovina postoupily do 1. skupiny zóny Evropy a Afriky pro rok 2012.
- Arménie a Maroko sestoupily do 3. skupiny zóny Evropy a Afriky pro rok 2012.

## 3. skupina
- Místo konání: Smash Tennis Academy, Káhira, Egypt (antuka, venku)
- Datum: 2. – 7. května

Devět týmů bylo rozděleno do dvou bloků A (4) a B (5). První dva týmy z každého bloku se utkaly v baráži o postup do 2. skupiny zóny Evropy a Afriky pro rok 2012, a to zápasem první z bloku A s druhým z bloku B a naopak. Vítěz každého zápasu si zajistil postup. Třetí a čtvrté týmy z obou bloků sehrály zápas o konečné 5. až 8. místo. Pátý tým bloku B skončil na 9. místě 3. skupiny zóny.

### Bloky
|    | Blok A             | RSA | MNE | LTU | ALG |
| 1. | Jižní Afrika (3–0) |     | 2–1 | 3–0 | 3–0 |
| 2. | Černá Hora (2–1)   | 1–2 |     | 3–0 | 3–0 |
| 3. | Litva (1–2)        | 0–3 | 0–3 |     | 3–0 |
| 4. | Alžírsko (0–3)     | 0–3 | 0–3 | 0–3 |     |

|    | Blok B          | TUN | EGY | NOR | IRL | MDA |
| 1. | Tunisko (4–0)   |     | 2–1 | 2–1 | 3–0 | 3–0 |
| 2. | Egypt (3–1)     | 1–2 |     | 2–1 | 2–1 | 2–1 |
| 3. | Norsko (2–2)    | 1–2 | 1–2 |     | 2–1 | 3–0 |
| 4. | Irsko (1–3)     | 0–3 | 1–2 | 1–2 |     | 3–0 |
| 5. | Moldavsko (0–4) | 0–3 | 1–2 | 0–3 | 0–3 |     |

### Baráž
| Pořadí      | Vítěz        | Výsledek | Poražený    |
| ----------- | ------------ | -------- | ----------- |
| Postup      | Jižní Afrika | 3–0      | Egypt       |
| Postup      | Černá Hora   | 2–0      | Tunisko     |
| 5.–8. místo | Litva        | 0–0      | Norsko      |
| 5.–8. místo | Alžírsko     | 0–0      | Irsko       |
| 9. místo    | Moldavsko    | —        | bez soupeře |

- Jihoafrická republika a Černá Hora postoupily do 2. skupiny zóny Evropy a Afriky pro rok 2012.